# نيكسيفم
نيكسيفم شركة تسويق شبكي تقع في ألباني شمال ولاية نيويورك، تقوم بتنظيم ندوات عامة وعامة حول التنمية البشرية من خلال «تنفيذ برنامج نجاح». تم اتهام الشركة بالقيام بتسويق هرمي، وممارسة طقوس جنسية والعبودية الجنسية. وصف تقرير لمعهد روس الندوات التي تقوم بها الشركة بأنها «غسيل أدمغة باهظ التكاليف».